# Gero Fasano
Gero Fasano (São Paulo, 1962) é um empresário brasileiro do ramo de hotelaria e gastronomia, sócio e dirigente do Grupo Fasano. Foi considerado pela Revista Época um dos 100 brasileiros mais influentes do ano de 2009.

## Biografia
Nascido como Rogério Marco Fasano e filho do meio de Fabrizio Fasano, herdou o tino comercial para a área de gastronomia de sua família. O bisavô do empresário, Vittorio Fasano deu início aos negócios da família no Brasil, abrindo o restaurante Brasserie Paulista e realizando exportação de café para a Itália. O avô de Gero, Ruggero Fasano, deu continuidade aos negócios da família, reabrindo a Brasserie Paulista e mais três outros empreendimentos, os restaurantes Fasano, Jardim de Inverno e a confeitaria Fasano.
Estudante do colégio Dante Alligheri, o primeiro emprego de Gero Fasano foi como secretário do balé Stagium, que pertencia a sua mãe. Aos 18 anos foi cursar cinema em Londres, Reino Unido, porém retornou ao Brasil para trabalhar nos negócios da família, quando começou a reposicionar e revitalizar a marca do restaurante Fasano na cena gastronômica de São Paulo.
Em 2021, conseguiu judicialmente ser renomeado de Rogério para Gero Fasano.

## Grupo Fasano
A história do Fasano começa em 1902, quando Vittorio Fasano, italiano de Milão e patriarca da família, chega ao Brasil e inaugura a Brasserie Paulista. Com a morte de Vittorio, seu filho mais novo, Ruggero, reassumiria o legado gastronômico da família, reinaugurando o Fasano na Rua Vieira de Carvalho, também no centro da cidade.
A confeitaria Fasano, tornou-se um dos endereços mais concorridos de São Paulo, local obrigatório para o ritual do chá da tarde da alta sociedade.
Em 1982, Fabrizio Fasano, filho de Ruggero, executivo com formação em administração de empresas nos Estados Unidos e ex-proprietário de uma indústria de bebidas, convoca Gero, seu filho, da quarta geração, para abrir um novo restaurante no Shopping Eldorado.
O Grupo Fasano é composto de 26 restaurantes, 9 hotéis e emprega mais de mil e quinhentos funcionários ao redor do mundo.  Gero trabalha como presidente do Grupo e tem 37% de participação no negócio, tendo vendido parte da empresa à JHSF Participações.